# Patinoire de Kuopio
 (avril 2025).
Le Kuopion jäähalli ou Niiralan monttu est une patinoire de Kuopio en Finlande. Elle a été construite en 1979.
La patinoire accueille notamment l'équipe de hockey sur glace du KalPa Kuopio de la SM-Liiga. Elle a une capacité de 5 200 spectateurs.